# Тули (сафари подручје)
Сафари подручје Тули се налази у округу Тули (Tuli Circle) који се налази јужно од реке Шаши тридесетак километара узводно од њеног ушћа у реку Лимпопо. У оквиру сафари подручја се налази насеље Тули које је подигнуто на месту тврђаве Тули (Fort Tuli).
Због претеране испаше ово подручје је скоро претворено у пустињу. Од вегетације је остало само ниско жбуње. Када је проглашено за контролисану ловну зону у 1963. години почела је акција обнављања вегетације. Данас је подручје у много бољем стању тако да у подручју живе скоро сви крупнији сисари. 
Подручје је проглашено за сафари подручје Законом о парковима и дивљим животињама од 1975. године (Parks and Wild Life Act).
Подручјем управља Друштво за дивље животиње Зимбабвеа (Wildlife Society of Zimbabwe).